# Sijarina
Sijarina (en serbe cyrillique : Сијарина ; en albanais : Sijarina) est un village de Serbie situé dans la municipalité de Medveđa, district de Jablanica. Au recensement de 2011, il comptait 123 habitants.

## Démographie

### Évolution historique de la population
| 1948 | 1953  | 1961  | 1971  | 1981 | 1991 | 2002 | 2011 |
| ---- | ----- | ----- | ----- | ---- | ---- | ---- | ---- |
| 984  | 1 015 | 1 115 | 1 009 | 940  | 815  | 359  | 123  |

|  |